# Museo delle maschere mediterranee
Il Museo delle maschere mediterranee di Mamoiada è un museo etnografico sardo. 

## Descrizione
Le attrazioni principali del museo sono le maschere del Carnevale di Mamoiada: Mamuthones e Issohadores.
L'antica tradizione carnevalesca della Sardegna è stata studiata solo in tempi moderni. Raffaello Marchi, storico di Nuoro, ha ipotizzato che l'antinomia tra le due maschere (Issohadores e Mamuthones) sia riconducibile alla storica vittoria dei barbaricini sui mori.
Il museo si articola in tre ambienti; due sono le sale espositive:
- Sala del Carnevale barbaricino
- Sala del Mediterraneo